# Rendierhouderij

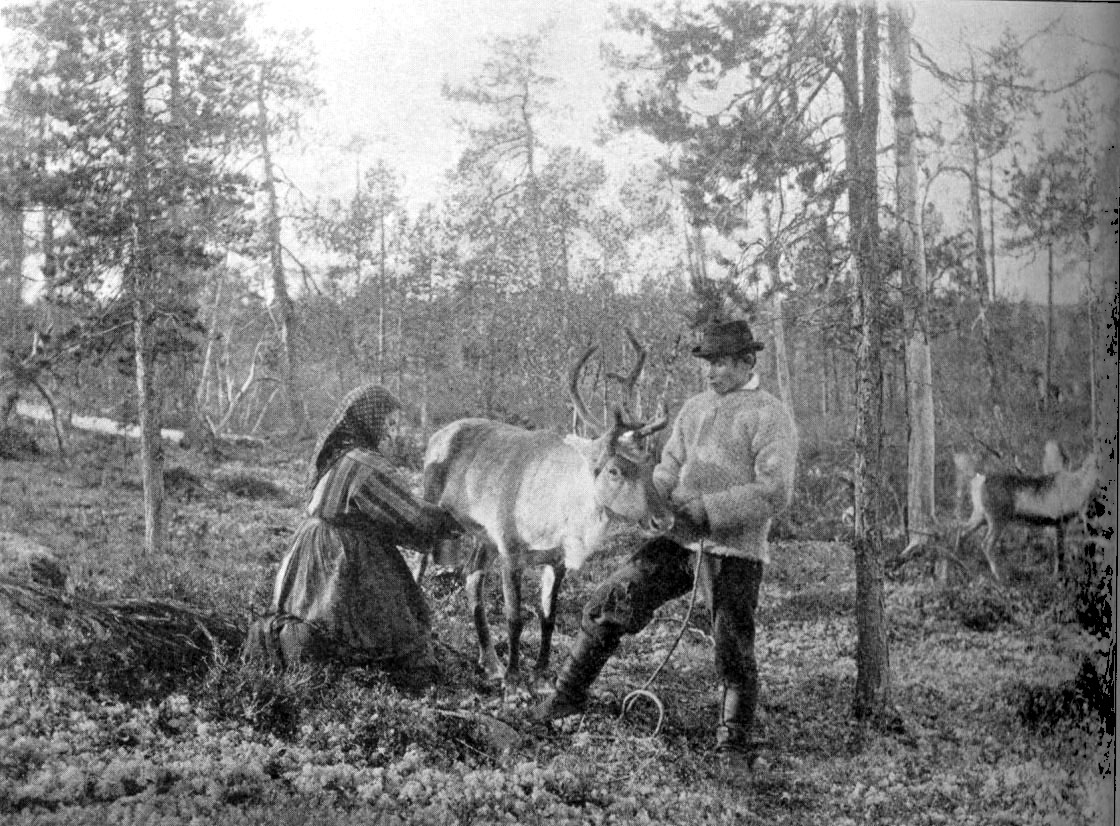
Het melken van een rendier bij de Kvenen in westelijk Finnmark rond 1900

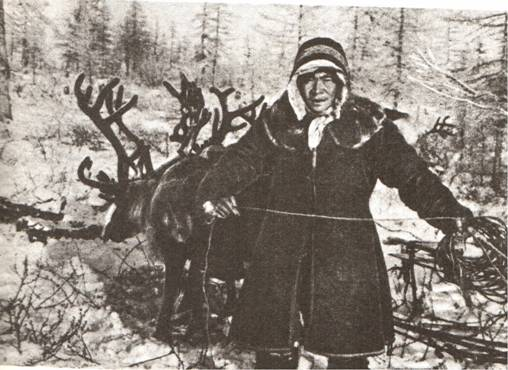
Een Dolgaanse man met een rendier begin 20e eeuw

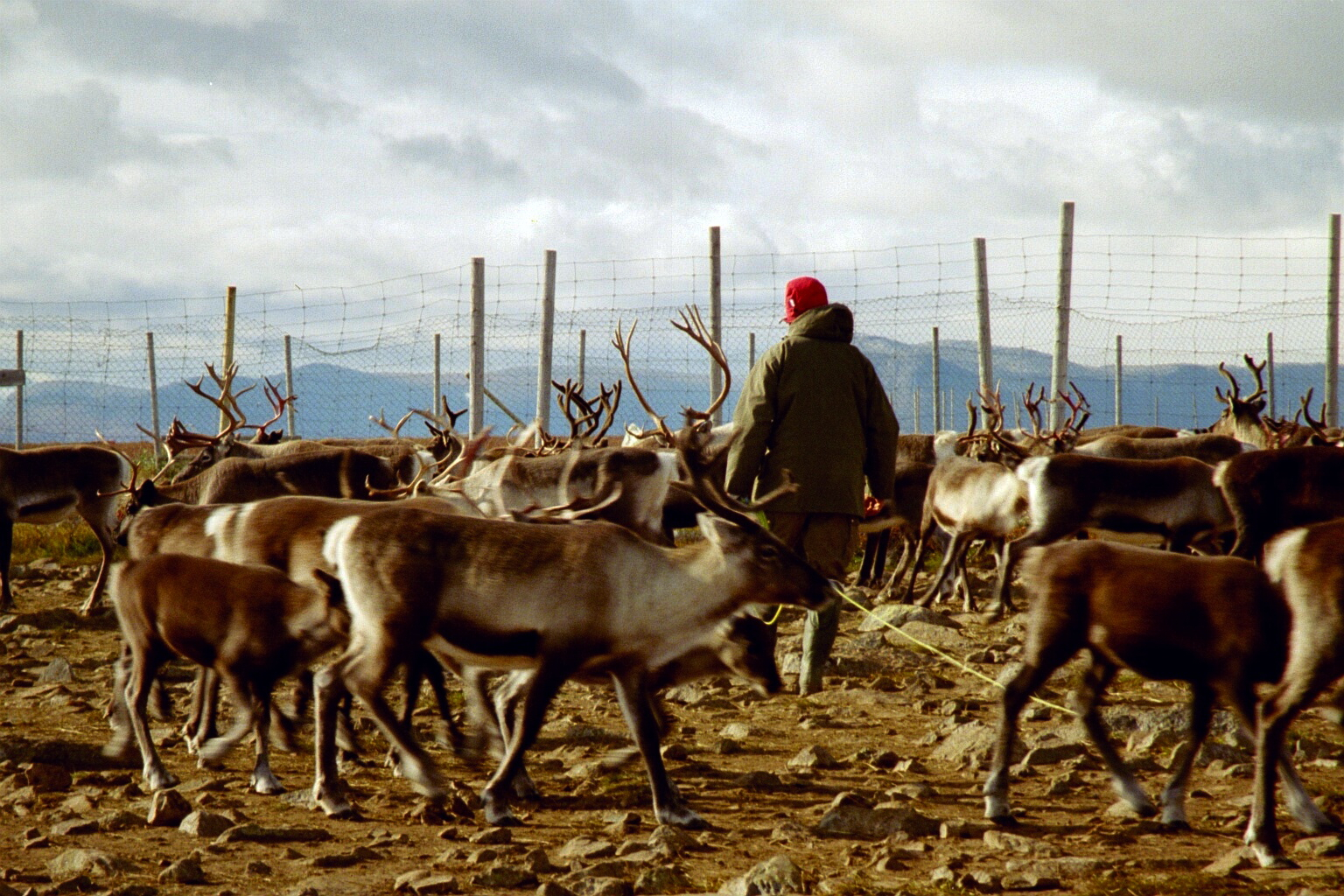
Saami-rendierhouder in Zweden

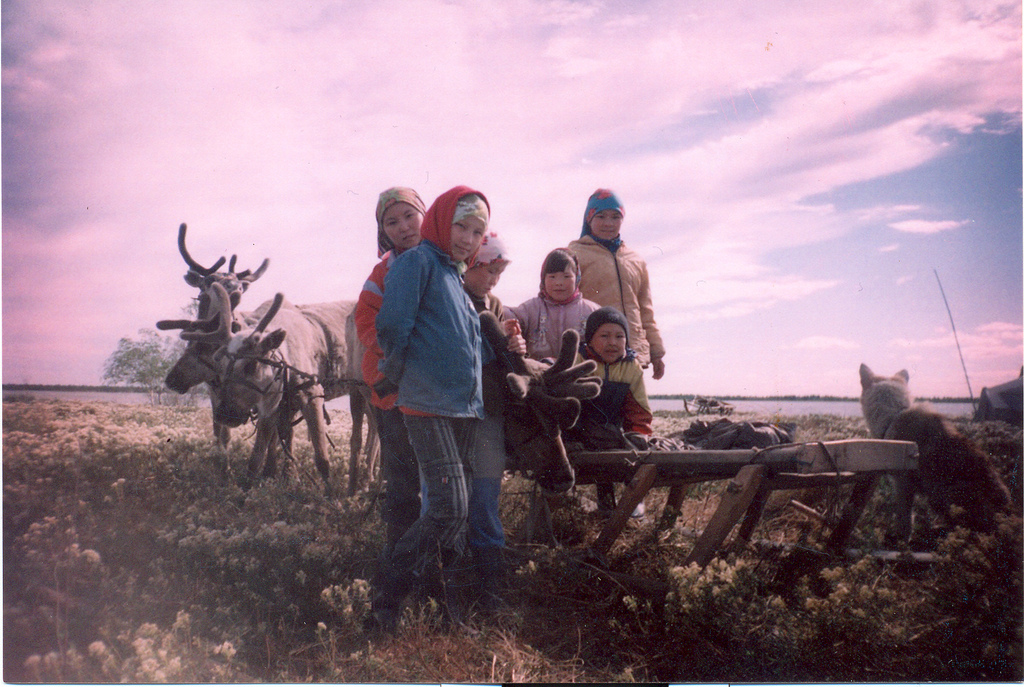
Een groep Chantische kinderen voor een rendierslee in het westen van Chanto-Mansië

Een rendierhouderij of rendierfokkerij is een vorm van veeteelt die zich richt op het fokken en gebruiken van rendieren. Het is onbekend waar de eerste rendieren werden gedomesticeerd, maar vanaf rond 1000 v.Chr. verbreidde deze vorm van landbouw zich vanuit Siberië naar het noorden van Europees Rusland en naar Scandinavië. In de Sovjet-Unie werd kreeg de activiteit als gevolg van de collectivisatie een grote impuls; alle rendieren werden ondergebracht in kolchozen, sovchozen en andere collectieve boerderijen en de kuddes werden met name onder Nikita Chroesjtsjov, die ze in wilde zetten voor de vleesvoorziening, sterk uitgebreid.
De rendierhouderij is nog altijd een belangrijke activiteit voor veel inheemse volken van het Russische Noorden, zoals de Nenetsen, Izjma-Zurjenen (Komi-izjemtsy), Chanten, Dolganen, Evenken, Evenen, Tsjoektsjen en Korjaken. In Noorwegen, Zweden en Finland zijn het de Samen die zich met deze activiteit bezighouden. In Alaska, Canada en Groenland zijn de dieren nooit gedomesticeerd en werden alleen bejaagd. In de 20e eeuw zijn er wel pogingen ondernomen om ook hier kuddes uit te zetten. Ook op het zuidelijk halfrond werden kuddes uitgezet in soortgelijke subarctische gebieden; op de Kerguelen en Zuid-Georgië. Daar wonen echter hoofdzakelijk onderzoekers.
Karakteristiek voor de rendierhouderij is de grote mobiliteit van de rendierkuddes, die samenhangt met de beschikbaarheid van graasgebieden en voedsel. De rendieren grazen in de noordelijke taiga, bostoendra en toendragebieden. Hier zijn dan ook de meeste rendierhouderijen te vinden; in de zomer op de toendra en in de winter in de bostoendra en noordelijke taiga. Elke kudde wordt gehoed door een familie van rendierhouders die in een mobiele behuizing leven; een tsjoem, tent (palatka), of jaranga. De belangrijkste taak van de herders is het bieden van bescherming tegen de vele roofdieren en het leidden van de kudde naar nieuwe weidegebieden. De graasroutes lopen over oude paden, die slechts zelden veranderen. In het bosgebied kunnen de dieren in de zomer en herfst vrij rondlopen. In de herfst worden de dieren in grote omheinde onderkomens gedreven om te kijken of het aantal klopt, de jonge dieren te markeren, veterinaire activiteiten uit te voeren en om ongewenste exemplaren eruit te halen.
Traditioneel gezien werden de dieren door de Nenetsen en Evenken vaak gebruikt als lastdier en voor het voortrekken van sleden, maar tegenwoordig worden daar vaak sneeuwscooters voor gebruikt.